# Canoptila bifida
Canoptila bifida is een schietmot uit de familie Glossosomatidae. De soort komt voor in het Neotropisch gebied.